# Ludwig Lachner
Ludwig Lachner (* 27. Juli 1910; † 19. Mai 2003) war ein deutscher Fußballspieler und -trainer.

## Spielerkarriere

### Vereine
Lachner spielte anfänglich für die FT Gern im Arbeiter-Turn- und Sportbund, dem Sportverband der Arbeiterbewegung. Zur Saison 1929/30 wurde er vom SV 1860 München verpflichtet, für den er zunächst bis Saisonende 1932/33 in den vom Süddeutschen Fußball-Verband organisierten Meisterschaften in der Bezirksliga Bayern Punktspiele bestritt. Als Zweitplatzierter der Gruppe Südbayern 1930/31 nahm er mit der Mannschaft in der Gruppe Südost als eine von zwei Gruppen in der Endrunde um die Süddeutsche Meisterschaft teil und ging aus ihr als Sieger hervor. Nachdem das Entscheidungsspiel um den dritten Teilnehmer für die Endrunde um die Deutsche Meisterschaft gegen den FC Phönix Ludwigshafen im Wiederholungsspiel mit 2:1 gewonnen wurde – die erste Begegnung fand beim 3:3 n. V. keinen Sieger – war er als Teilnehmer der Endrunde qualifiziert. Nach den erfolgreichen Spielen im Achtel-, Viertel- und Halbfinale, in denen er mitwirkte, spielte er auch im Finale, das am 14. Juni 1931 in Köln jedoch mit 2:3 gegen Hertha BSC verloren wurde, obwohl er seine Mannschaft mit seinem Treffer zur Halbzeit mit 2:1 in Führung gebracht hatte.
Nachdem er mit seiner Mannschaft die Saison 1932/33 die Gruppe Südbayern erneut als Zweitplatzierter hinter dem FC Bayern München abgeschlossen hatte, ging er erneut als Sieger der Gruppe Ost/West als eine von zwei Gruppen in der Endrunde um die Süddeutsche Meisterschaft hervor, verlor jedoch das Endspiel mit 0:1 gegen den FSV Frankfurt, dem Sieger der Gruppe Nord/Süd.
Seine letzte Saison für die „Löwen“ bestritt er 1933/34 in der Gauliga Bayern. Sie war eine von zunächst 16, später von 23 Gauligen, die in der Zeit des Nationalsozialismus die höchste Spielklasse im Deutschen Reich bildeten.
Berufsbedingt nach Braunschweig umgezogen (der neue Verein hatte ihm eine Arbeitsstelle nachgewiesen), erhielten Lachner und drei weitere Neuzugänge zunächst wegen „Spielerziehung“ keine Freigabe für den ortsansässigen SV Eintracht in der Gauliga Niedersachsen. Nach einem Freispruch durch das zuständige Sportgericht lief „Pipin“ dann aber von November 1934 bis 1942 für die Eintracht auf, ebenso wie anschließend von 1942 bis 1944 in der Gauklasse Südhannover-Braunschweig. Er blieb dem Verein, für den er ferner von 1935 bis 1941 sieben Spiele um den Tschammerpokal bestritt, bis in die Saison 1948/49 hinein treu und spielte in der 1947/48 neu gegründeten Oberliga Nord, die eine von fünf Oberligen als höchste Spielklasse in Deutschland war. Danach war er eine Zeit lang als Spielertrainer beim MTV Braunschweig aktiv.

### Auswahl-/Nationalmannschaft
Lachner bestritt von 1930 bis 1934 acht Länderspiele für die A-Nationalmannschaft und erzielte vier Tore. Sein Debüt krönte er am 28. September in Dresden beim 5:3-Sieg über die Nationalmannschaft Ungarns sogleich mit seinem ersten Tor, dem Treffer zum 4:3 in der 78. Minute. Auch in seinem letzten Länderspiel am 14. Januar 1934 hieß der Gegner Ungarn und auch in diesem erzielte er ein Tor und trug somit zum 3:1-Sieg bei.
Obwohl er dem 38 Spieler umfassenden erweiterten Kader für die Weltmeisterschaft 1934 angehörte, fand er von Reichstrainer Otto Nerz keine Berücksichtigung für das endgültige Aufgebot.
Zudem war er während seiner Zeit beim SV 1860 München sechsmaliger Spieler der Auswahlmannschaft des Süddeutschen Fußball-Verbandes, und während seiner Zeit beim SV Eintracht Braunschweig einmaliger Spieler der Auswahlmannschaft des ehemaligen, zu der Zeit aufgelösten Norddeutschen Fußball-Verbandes. In der Niedersachsen-Auswahlmannschaft kam er 35 Mal zum Einsatz.

## Erfolge
- Zweiter der Deutschen Meisterschaft 1931
- Zweiter der Süddeutschen Meisterschaft 1933
- Gaumeister Südhannover-Braunschweig 1943, 1944

## Trainerkarriere
Lachner, von Beruf Bankbeamter, trainierte von September 1951 bis zum Saisonende 1954/55 erstmals den VfL Wolfsburg, zu dem er noch zweimal zurückkehrte, so im April 1957 interimsweise bis Saisonende. 1959 bis 1963 trainierte er den VfV Hildesheim in der erstklassigen und von 1963 bis 1966 abermals den VfL Wolfsburg in der nunmehr zweitklassigen Regionalliga Nord. Er hatte dort schon im Juni und Juli 1963 als Nachfolger von Kurt Pennewitz die Mannschaft in der Aufstiegs/Relegationsrunde sowie in der Deutschen Amateurmeisterschaft betreut. Nach Vertragsablauf kehrte er nach München zurück.

## Sonstiges
- Wegen seiner geringen Körpergröße erhielt er von Max Breunig, Trainer des SV 1860 München, den Spitznamen „Pipin“.
- Jürgen Lachner, sein Sohn, spielte unter ihm während seiner Zeit als Trainer beim VfL Wolfsburg in der Regionalliga Nord.